# ゼミーロート
ゼミーロート（ヘブライ語: זְמִירוֹת zəmīrôth, 英語: Zemirot, zmiroys, z(e)miros）は「歌」を意味するゼミーラー zəmīrāh の複数形で、コミュニティーによって意味は異なる：
1. セファルディム系では、シャハリートの際に最初に唱える祈りのこと
2. アシュケナジム系で、安息日・ユダヤ教の祝祭日に、食卓にメンバーがそろった際に歌われる歌のこと。この項目で詳説する
3. ヘブライ語やアラム語のほか、イディッシュ語・ラディーノ語などユダヤ諸語でも歌われる広い意味でのユダヤ教的な歌のことをこう呼ぶ

金曜の終わりの食卓、土曜の終わりの食卓で歌われる。
シッドゥールのいくつかの版では、これらの歌がキッドゥーシュの後に書かれている。
ゼミーロートと呼ばれる歌の数々は、中世からラビや作家によって書かれてきた。無名の作者による民謡のような類で、世代から世代へと受け継がれてきた。ドイツ系、スラブ系の由来のものもある。
また "Zemirot Yisrael" と名付けられた歌集はいくつも出版されている。
有名なゼミーロートにアードーン・オーラーム Adon 'olam (odoyn oylom) があり、この歌には沢山のバージョンの旋律があり民俗音楽的になっている。
これらはユダヤ音楽のCDで聞くこともできる。

## ゼミーロート
- キー・エシュメーラー・シャッバート：アブラハム・イブン・エズラのページを参照
- エーン・ケローヘーヌー
- アル・ヘート
- アンニーム・ゼミーロート　an'im zmiroth

## ゼミーロートの作者
- サミュエル・ナウムブール　Samuel Naumbourg - 近代ユダヤ教音楽の作曲家

## 関連する単語
| זֶמֶר zemer, zéymer               | （男性名詞）歌、メロディー / 演奏   |
| זִמְרָה zimrāh, zimro              | （女性名詞）歌 / 音楽               |
| זִמֵּר zimmēr                      | 歌う                                |
| זַמָּר zammār                      | 男性歌手                            |
| זַמֶּרֶת zammereth                  | 女性歌手                            |
| מִזְמוֹרֵי תְהִלִּים mizmôrēy thəhillīm | 詩篇                                |
| מִזְמוֹר mizmôr, mizmoyr           | 詩篇中の「奏歌」 / 詩篇の各篇のこと |